# Shackleton (Australie)
Pour les articles homonymes, voir Shackleton.
Shackleton est un village dans la région de Wheatbelt en Australie-Occidentale. D'après le recensement de 2006, 142 personnes y habitent.
Fondée en 1951 près d'une ligne de chemin de fer, la ville est nommée d'après l'explorateur britannique Sir Ernest Shackleton.